# Rallye Bohemia 2001
Rallye Bohemia 2001 byla čtvrtou soutěží šampionátu Mezinárodní mistrovství České republiky v rallye 2001. Zvítězil zde Roman Kresta s vozem Škoda Octavia WRC. Soutěž měla nového pořadatele.

## Průběh soutěže
Hned úvodní rychlostní zkouška byla zrušena. Od druhé začali o vedení bojovat piloti týmu Škoda Motorsport Bruno Thiry a Roman Kresta. Po dvou úsecích vedl Kresta před Thirym. Brzy se ale Thiry posunul do vedení soutěže. Na třetí pozici se držel Tomáš Hrdinka s vozem Subaru Impreza WRC. O čtvrté místo bojoval Václav Pech mladší s vozem Toyota Corolla WRC a Emil Triner se soukromou Octavií WRC.
Na šesté pozici byl Michal Gargulák. Jeho Mitsubishi Lancer EVO VI ale mělo technické potíže a tak za nim jedoucí Pavel Sibera s Octavií WRC stahoval náskok. Na osmém a devátém místě byli bratři Tomáš Vojtěch a Štěpán Vojtěch se shodnými vozy Toyota Celica GT-Fourt ST-205. Na čtvrtém testu ale Štěpán havaroval a ze soutěže odtoupil. Na sedmém testu pak havaroval i jeho bratr. Ve třetím testu měl defekt Milan Dolák, který zde poprvé startoval s vozem Ford Focus RS WRC. V dalším úseku havaroval a ze soutěže odstoupil. Na osmé místo se posunul Karel Trojan s další Celicou. Těsně před koncem etapy měl Kresta velké problémy, když mu několikrát zhasl motor. Přesto druhou pozici udržel. Na dalším úseku měl Thiry hned dva defekty a v pneumatice byly nalezeny hřebíky. Vůz měl jen jednu rezervu a musel takto poškozený dojet do cíle zkoušky a absolvovat takto ještě jeden test, čímž nabral velkou časovou ztrátu. Thiry pak na posledním testu startoval až z druhého místa a při předjíždění se s ním téměř střetl Hrdinka. Na první pozici se posunul Kresta, druhý byl Hrdinka. Thiry klesl na páté místo za Pecha a Trinera.
V druhé etapě pršelo a trať se jela na mokru. První úsek vyhrál Pech před Krestou a Hrdinkou. Druhý úsek vyhrál Triner před Martinem Křečkem, Gargulákem a Siberou. Ve skupině N bojoval o vedení Václav Arazim a Miroslav Jandík. Kresta a Pech měli defekt, Hrdinka pak dokonce dvojitý a ze soutěže odstoupil. Pecha vyhrál další usek a držel třetí místo před Thirym a Gargulákem. Po projetí poslední fotobuňky ale Pech havaroval a kvůli nedojetí spojovacího úseku byl vyřazen ze soutěže. Na stejném místě později havaroval i Pavel Valoušek s vozem Škoda Felicia Kit Car a ze soutěže taktéž odstoupil.

## Výsledky
1. Roman Kresta, Jan Tománek – Škoda Octavia WRC
2. Emil Triner, Miloš Hůlka – Škoda Octavia WRC
3. Bruno Thiry, Stéphane Prévot – Škoda Octavia WRC
4. Michal Gargulák, Jiří Malčík – Mitsubishi Lancer EVO VI
5. Pavel Sibera, Karel Jirátko – Škoda Octavia WRC
6. Karel Trojan, Daniel Vodička – Toyota Celica GT-Four ST-205
7. Martin Křeček, Miroslav Hanzlík – Ford Escort RS Cosworth
8. Václav Arazim, Julus Gál – Mitsubishi Lancer EVO VI
9. Antonín Berger, Jaroslav Váňa – Ford Escort RS Cosworth
10. Jan Trajbold, Vladimír Zelinka – Ford Escort MAXI Kit